# Punt van Tarry

Punt van Tarry (T)

Het punt van Tarry is een driehoekscentrum. Het punt is gerelateerd aan de punten van Brocard. Het punt ligt op de omgeschreven cirkel, tegenover het punt van Steiner.
Het punt is naar Gaston Tarry genoemd.